# آغا مجتهد
محمد علي ابن صدر الدين محمد بن صالح بن محمد بن إبراهيم شرف الدين بن زين العابدين بن علي نور الدين أخي صاحب المدارك ابن نور الدين علي بن الحسين بن أبي الحسن الموسوي العاملي الأصفهاني المعروف بآغا مجتهد.

## ولادته
ولد سنة 1239 بمدينة أصفهان في إيران، والده صدر الدين محمد بن صالح شرف الدين العاملي الكبير.

## وفاته
توفي في أصفهان في إيران مسموما ليلة الثامن عشر من ذي الحجة سنة 1274 في عيد الغدير الاغر وحمل إلى النجف فدفن في بعض حجرات الصحن الشريف في مرقد الإمام علي بجنب أبيه صدر الدين. وامه بنت جعفر كاشف الغطاء.

## دروسه
كان يلقي الدروس والمحاضرات بعد صلاة الجماعة ويكتظ المسجد بالمستمعين فاضيفت إليه دور عديدة لتوسعته

## مؤلفاته
له من المؤلفات:
1. كتاب احياء التقوى في شرح الدروس لم يكمل .
2. العلائم في شرح المراسم غير تام .
3. فرائد الفوائد في أصول الفقه .
4. نفائس الفرائد مختصر منه .
5. منظومة في الوقف .
6. منظومة في المواريث ناقصة .
7. ألفية في النحو لم تكمل .
8. ديوان شعر فارسي .
9. رسالة البلاع المبين في احكام الصبيان والبالغين صنفها قبل البلوغ

## المصدر
1. ↑  أنظر ترجمته في كتاب تكملة أمل الآمل - حسن الصدر - باب الميم - الرقم 373
2. ↑  أعيان الشيعة للسيد محسن الأمين العاملي- المجلد العاشر - صفحة 6